# Stazione di Ozzano dell’Emilia
Stazione di Ozzano dell'Emilia vasútállomás Olaszországban, Ozzano dell’Emilia településen.

## Vasútvonalak
Az állomást az alábbi vasútvonalak érintik:
- Bologna–Ancona-vasútvonal

## Kapcsolódó állomások
A vasútállomáshoz az alábbi állomások vannak a legközelebb:
- Stazione di Varignana
- Stazione di San Lazzaro di Savena
- Stazione di Mirandola-Ozzano